# Локалізація вебсайтів
Локалізація вебсайту — це процес адаптації наявного вебсайту до місцевої мови та культури цільового ринку, тобто це процес пристосування вебсайту до іншого лінгвістичного й культурного контексту.
Процес модифікації повинен відтворювати особливості мови й культури у вмісті, на зображеннях і в загальному дизайні сайту, водночас зберігаючи його цілісність. Вебсайт, адаптований до місцевої культури, дає його відвідувачам змогу спростити засвоєння інформації. Така модифікація вебсайту повинна досягати загальної мети його створення з урахуванням особливостей місцевої аудиторії або ринку. Метою локалізації вебсайту є його «кастомізація» — аби, попри всі культурні відмінності між його створювачами й аудиторією, він виглядав для читачів природно.
Важливі два чинники: досвід у програмуванні та обізнаність у питаннях мови та культури.
Поширення локалізації вебсайтів стало наслідком різкого збільшення кількості користувачів комп'ютерів та Інтернету. Сьогодні люди в усьому світі ставляться до Інтернету як до основного джерела інформації й послуг. Оскільки вони розмовляють різними мовами, одним з основних засобів глобального розширення бізнесу стала локалізація вебсайтів.
Шляхом спілкування на вебсайтах представників різних спільнот, які мають різноманітні потреби, Інтернет сприяє розвитку непрофесійних перекладацьких послуг. Локалізацію вебсайтів можна здійснювати різними шляхами. Компанії й організації намагаються підтримувати свій імідж в усьому світі, і тому створюють «локальні» вебсайти, прагнучи «достукатися» до місцевих користувачів на різних ринках. Важливість локалізації вебсайтів зростає, оскільки вони дедалі більше беруть на себе представницьку роль і забезпечують присутність на іноземних ринках. Вебдизайн, який відповідає місцевій культурі, збільшує обсяг онлайн-продажу. Створюючи його, дизайнери, аби досягти найкращих результатів, враховують «мову, рівень освіти, переконання, цінності, традиції та звичаї» цільової культури.

## Процес локалізації
Локалізувати вебсайт не означає просто перекласти його. Переклад вирішує лише часткову проблему — мовну. Одиниці вимірювання, зображення, текст — усе це потрібно адаптувати, щоб «достукатися» до місцевих користувачів.
Процес локалізації вебсайтів є комплексним. Існує три рівні адаптації.
- Перший рівень — переклад. Локалізація вебсайту передбачає адаптацію використовуваного на ньому тексту будь-якою мовою цільової країни. Важливо подати інформацію ясно й зрозуміло, щоб уникнути непорозуміння або образ[2]. Аби виконати переклад, необхідно знати особливості «цільової культури»[9].
- Другий рівень — власне локалізація. Вона охоплює не лише переклад, а й усі інші зусилля та дії, які гарантують, що адаптація текстових матеріалів, візуальних образів, ілюстрацій і графіки «лінгвістично й культурно відповідають місцевій специфіці»[2]. Місцева специфіка розуміється як «сегмент ринку, визначений за певними критеріями, зокрема мовою, валютою та, можливо, рівнем освіти або доходів»[10]. Є чимало технічних елементів, які потрібно локалізувати: формати дати, часу, валют, чисел, адрес і номерів телефонів, одиниці вимірювання й швидкості передавання[10]. Аби забезпечити ефективне передання інформації, під час процесу локалізації важливо розглянути, зокрема, інформаційну архітектуру, тему, режим навігації, графічні зображення, фотографії, аудіо та відеоматеріали[9].
- Третій рівень — інтернаціоналізація, яка передбачає, що використовуване програмне забезпечення повністю відповідає технологічному рівню країни.

Існує два важливі міркування, на які слід звернути увагу під час локалізації вебсайтів.
- Перше: зосередження на вимогах користувача. Читачі локалізованої версії вебсайту очікують, що його вміст і подання інформації на ньому буде зрозумілим для них[2].
- Друге: слід враховувати тип клієнта — наприклад, чи це установа, урядова організація або приватна особа.

## Внутрішні особливості локалізації
Багато елементів вебсайту, які змінюються залежно від локальних налаштувань клієнта, потребують від того, хто виконує локалізацію, лише невеликих або взагалі жодних змін. Наприклад, система, де створено вебсайт, повинна автоматично генерувати правильний символ валюти залежно від того, у якій країні перебуває клієнт.
- Аналітичне програмне забезпечення вебсайту[11]. Це ПЗ можна розробити один раз, а потім пристосовувати його до інших локалізованих областей.
- Пошук на сайті. Спеціальний алгоритм відбирає результати пошуку на основі метаданих. Наприклад, споживачеві, який робить запит зі США, немає сенсу показувати товар, доступний тільки в Португалії[11].
- Рекомендації. Коментарі й відгуки часто є невіддільною частиною вебсайту. Локалізація зазвичай передбачає лише місцеве цензурування. Здебільшого воно реалізується за допомогою програмного забезпечення, але іноді потрібне втручання людини[11].
- Зберігання інформації. Бази даних часто використовують для зберігання великої кількості інформації. Їх можна використовувати для зберігання загальних даних, як-от інформація про продукт, а також відомостей, специфічних для конкретних локалей[11].

## Локалізація вебсайтів із погляду бізнесу
Для будь-якого бізнесу, що виходить на міжнародний ринок, вкрай важливо локалізація вебсайтів — чи не найефективніша стратегія. Оскільки дедалі більше компаній прагне заробляти на економічно привабливих ринках інших країн, локалізація вебсайтів стає все більш прибутковим бізнесом. З погляду бізнесу, це передбачає координацію глобальних і місцевих стратегій, виробництва й операцій — зокрема, фінансування, продаж і маркетинг, переклад, узгодження технологій і термінів, розробка програмного забезпечення, а також дизайн. Що вище технологічні можливості на цільовому ринку, то ймовірніше, що вони будуть реалізовані й ефективно використовуватимуться на вебсайтах.